# Pierluigi Ronzon
Pierluigi Ronzon (født 7. marts 1934 i Gemona del Friuli, Italien) er en italiensk tidligere fodboldspiller (defensiv midtbane/sweeper). 
Ronzon tilbragte hele sin karriere i hjemlandet, hvor han blandt andet var tilknyttet storholdene AC Milan, Napoli og Lazio. Hos Napoli var han med til at vinde pokalturneringen Coppa Italia i 1962, og blev matchvinder i finalen mod S.P.A.L. Han spillede også en enkelt kamp for Italiens landshold i 1960.

## Titler
Coppa Italia
- 1962 med Napoli